# チルアウト
チルアウト（英語: chill out）は、電子音楽の作曲者により生み出された、比較的陽気でスローテンポなさまざまな形式の音楽を表す包括的な言葉である。発祥は1990年代前中期で、くつろぐことを促す俗語から来ている。

## 概要
チルアウトはジャンル名であると同時に、ダンスフロアにいる客たちにダンスで火照った体を休め、落ち着かせる機会を与えるためダンスフロアの端にしつらえた落ち着いた（Chill）部屋で流される音楽からも来ている。この部屋には寝椅子、気持ちのよい枕があり、また陶酔に誘うサイケな照明、そして音楽による演出がなされており、その音楽は（特に数歩先にあるダンスフロアの音楽と比べると）明らかにダウンテンポなものである。1990年のKLFのアンビエントアルバム"Chill Out"で一般的になったとされる。ジ・オーブ
チルアウトに似たジャンルにダウンテンポがある。ダウンテンポのほうがよりビートを強調している。Larritohは、スペインのこの音楽ジャンルの最大の代表者の1人である。